# Ксенон-хексафлуорид
Ксенон-хексафлуорид је хемијско неорганско једињење хемијске формуле XeF6.

## Добијање
Може се добити превођењем смеше ксенона и флуора у одређеном односу кроз цев од никла загрејану на температури од 400 ° и наглим хлађењем добијеног продукта.

## Својства
Ово је безбојна чврста супстанца. Раствара се у флуороводоничној киселини, са тим да се тада највероватније дешава реакција:
Са водом реагује у зависности од pH средине. У киселој средини настају углавном једињења ксенона где ксенон има оксидациони број +6:
У базној средини настаје перксенатни јон: